# Élections européennes de 1994 en Grèce
Les élections européennes se sont déroulées le dimanche 12 juin 1994 en Grèce pour désigner les 25 députés européens au Parlement européen, pour la législature 1994-1999.

## Résultats
| Parti | Parti                                      | Vote      | %     | Siège |
| ----- | ------------------------------------------ | --------- | ----- | ----- |
|       | Mouvement socialiste panhellénique (PASOK) | 2 458 619 | 37,64 | 10    |
|       | Nouvelle Démocratie (ND)                   | 2 133 372 | 32,66 | 9     |
|       | Printemps politique (PA)                   | 564 778   | 8,65  | 2     |
|       | Parti communiste de Grèce (KKE)            | 410 747   | 6,29  | 2     |
|       | Coalition de la Gauche et du Progrès (SYN) | 408 072   | 6,25  | 2     |